# Lawrence Ferlinghetti
(Lawrence Ferlinghetti, da Usi della poesia)
Lawrence Monsanto Ferlinghetti (Yonkers, 24 marzo 1919 – San Francisco, 22 febbraio 2021) è stato un poeta, editore e libraio statunitense.

## Biografia
La madre, Lyons Albertine Mendes-Monsanto, era di origini francesi, ebree sefardite e portoghesi. Il padre, Carlo Ferlinghetti, era nato a Brescia nel 1872, da famiglia anticamente proveniente da Bovegno ed era emigrato negli Stati Uniti d'America nel 1894, dove fu naturalizzato nel 1896: morì sei mesi prima della nascita di Lawrence. Poco dopo la madre fu ricoverata in manicomio. Lawrence venne affidato alla zia Emily, con la quale visse i suoi primi cinque anni a Strasburgo, acquisendo quindi il francese come lingua madre. Quando la zia fu assunta come governante a New York, i suoi datori di retribuzione, la famiglia Bislands, adottarono Lawrence consentendogli di studiare giornalismo.
Ferlinghetti studiò alla Mount Hermon School e all'Università della Carolina del Nord a Chapel Hill, quindi si arruolò nella marina militare statunitense durante la seconda guerra mondiale. Fu al momento dell'arruolamento, quando fu necessario esibire il certificato di nascita, che scoprì che il padre aveva cambiato l'originale cognome italiano in Ferling; avrebbe usato l'originale cognome Ferlinghetti a partire dalla pubblicazione della sua prima raccolta di poesia, Pictures of the Gone World, nel 1955.
Dopo la guerra ottenne un diploma postlaurea alla Columbia University e un dottorato alla Sorbona.

Quando studiava a Parigi, incontrò Kenneth Rexroth, che in seguito lo persuase a recarsi a San Francisco per sperimentare la nascente scena letteraria della città.

Dopo aver sposato Selden Kirby-Smith nel 1951 nella contea di Duval in Florida, fra il 1951 e il 1953 insegnò francese, fu critico letterario, dipinse e infine, nel 1953, si stabilì a San Francisco, dove fondò la libreria e casa editrice City Lights.
Finì in prigione per aver pubblicato Urlo, di Ginsberg, del 1956, con l'accusa d'oscenità.
(Lawrence Ferlinghetti, da Il pittore)
Ferlinghetti, con la propria casa editrice, pubblicò i primi lavori letterari della Beat Generation, tra cui Jack Kerouac e Allen Ginsberg.
Nel 2006 fu inserito, con una piccola parte, nel film di Finn Taylor The Darwin Awards, dove interpretò sé stesso.
Oltre a scrivere e pubblicare poesie e a gestire la libreria, Ferlinghetti fu pittore; le sue opere vennero esposte in gallerie e musei. Nel 1996, presso il Palazzo delle Esposizioni a Roma, fu organizzata una mostra dei suoi dipinti dalla critica d'arte Sandra Giannattasio che ne avrebbe poi curato il catalogo.
Nel 2011 collaborò alle celebrazioni del 150º anniversario dell'Unità Italiana con l'invio di due poesie che sono state la fonte d'ispirazione per numerosi artisti nella grande mostra Lawrence Ferlinghetti e i 150 anni dell'Unità d'Italia (Torino, maggio-giugno 2011).
Nel 2019 pubblica il suo ultimo romanzo, edito negli USA da Doubleday.

### Morte
Ferlinghetti è morto la mattina del 22 febbraio 2021 all'età di 101 anni a causa di una malattia ai polmoni.

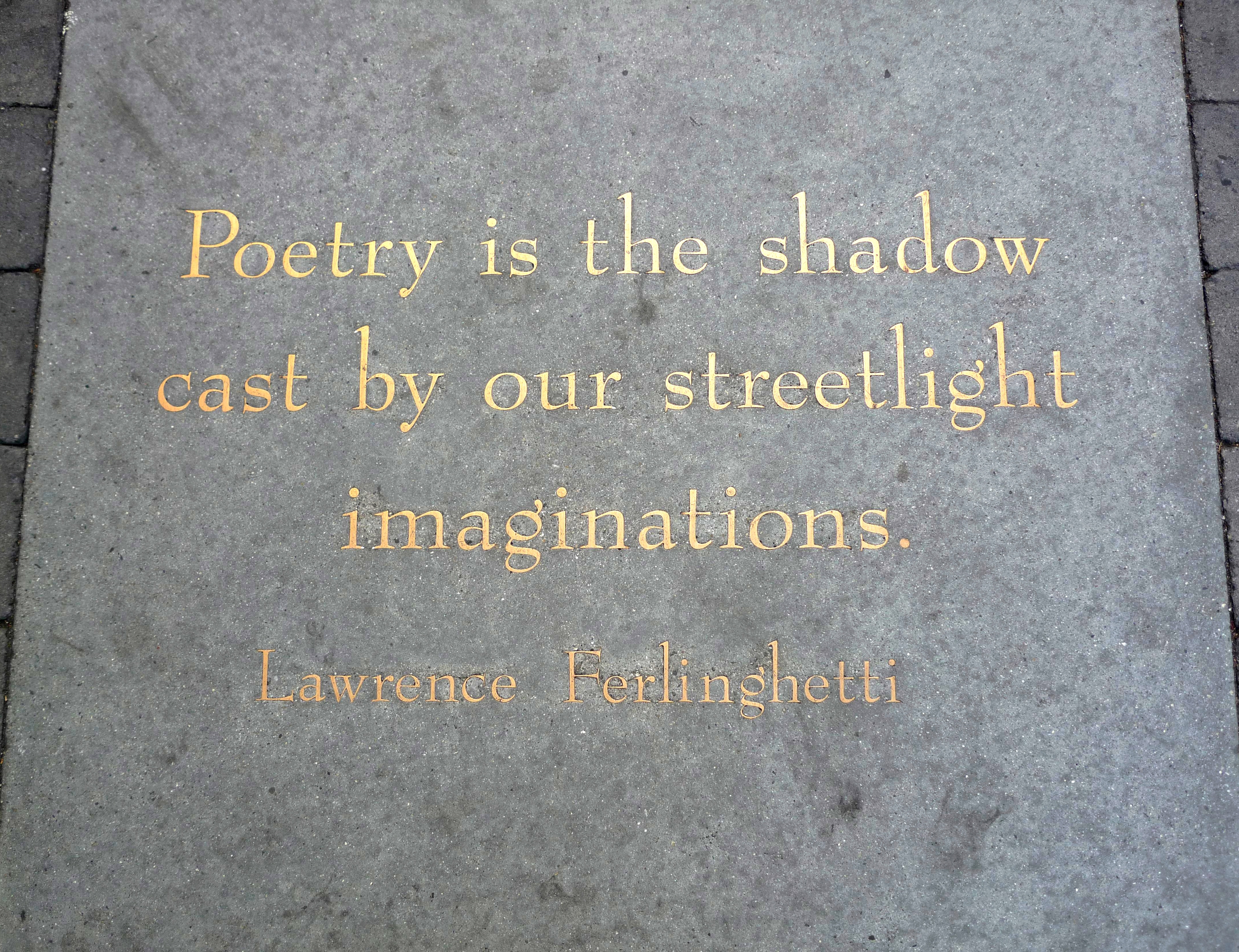
Placca con citazione da una poesia di L. Ferlinghetti sul marciapiede all'esterno di City Lights Bookstore

## La casa editrice
Nel 1953, Ferlinghetti e Peter D. Martin aprirono una libreria, che chiamarono City Lights, dal nome della rivista cinematografica che Martin stava pubblicando; due anni più tardi, dopo che Martin si trasferì a New York City, Ferlinghetti aprì l'omonima casa editrice, specializzata in poesia. La più famosa pubblicazione della City Lights fu Urlo (Howl), il poema di Allen Ginsberg, inizialmente confiscato dalle autorità.

## Pensiero religioso e politico
(Lawrence Ferlinghetti, da "Un mucchio di immagini spezzate")
La più famosa raccolta poetica di Ferlinghetti è A Coney Island of the Mind, che è stata tradotta in numerosissime lingue gia subito dopo la pubblicazione, quando vendette oltre un milione di copie. La sua poetica spesso riflette le sue opinioni riguardo ai temi sociali e politici contemporanei, e sfida i pensieri correnti rispetto al ruolo dell'artista nel mondo. Aveva un luogo di ritiro in una zona piuttosto selvaggia della costa della California, Big Sur: amante della natura, era caratterizzato da una spiritualità liberale permeata di dolcezza. Questi aspetti del suo carattere lo portarono all'amicizia con buddhisti praticanti statunitensi, fra cui Ginsberg e Gary Snyder.
Per l'aspetto politico, si descrisse a lungo come un anarchico nel cuore (un anarchico etico e orientato alla comunità) che era giunto ad accettare che l'uomo comune non era ancora pronto a vivere nell'anarchismo; in seguito supportò il modello socialdemocratico dei Paesi scandinavi.

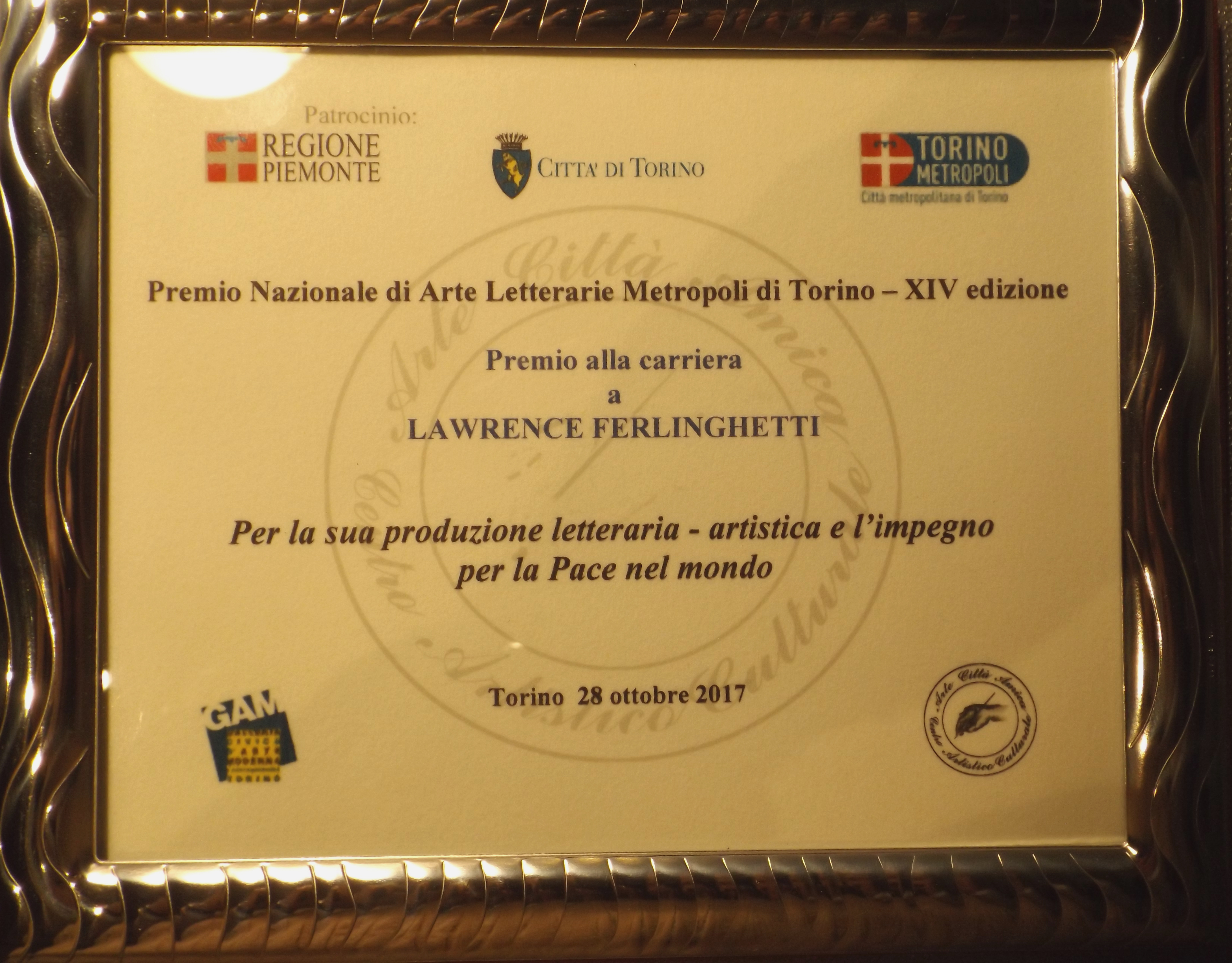
Targa del Premio alla Carriera a Lawrence Ferlinghetti conferito a Torino il 28 ottobre 2017

## Riconoscimenti
- Nel 1998 è stato nominato poeta laureato di San Francisco.
- Il 28 ottobre 2017, alla cerimonia conclusiva del Premio di Arti Letterarie Metropoli di Torino, giunto alla sua quattordicesima edizione, è stato conferito il Premio alla Carriera a Lawrence Ferlinghetti per la sua attività letteraria, artistica e l'impegno per la pace nel mondo[12].
- Nel 2017 a Brescia ricevette dal comune la cittadinanza onoraria e gli fu dedicata la mostra A life: Lawrence Ferlinghetti, Beat Generation, ribellione e poesia[13].
- In occasione del 100º compleanno di Lawrence Ferlinghetti, a San Francisco sono stati organizzati convegni, mostre e conferenze che celebrano il poeta, artista e pacifista vate della controcultura americana; il sindaco della città ha proclamato il 24 marzo Lawrence Ferlinghetti Day[14].

## Citazioni
- Il gruppo italiano Timoria ha dedicato al poeta la canzone Ferlinghetti Blues (dall'album El Topo Grand Hotel), in cui lo stesso Ferlinghetti legge un suo componimento.
- Il cantautore Massimiliano D'Ambrosio si è ispirato a una sua poesia per la canzone La via sul porticciolo.
- Compare come personaggio in vari film, tra cui Urlo e Big Sur.
- È citato nel brano Sinister Exagerator dell'album Duck Stub del gruppo musicale The Residents.
- Il musicista italiano Paolo Fresu ha pubblicato nel 2022 l' LP intitolato Ferlinghetti.

## Opere
- Pictures of the Gone World (City Lights Books, 1955)
- A Coney Island of the Mind (City Lights Books, (New Directions Publishing Corporation, 1958)
- Her (New Directions, 1960)
- Unfair Arguments with Existence (WW Norton, 1963)
- Starting from San Francisco (New Directions, 1967)
- Routines (New Directions, 1968)
- The Secret Meaning of Things (New Directions, 1968)
- Tyrannus Nix? (WW Norton, 1969)
- The Mexican Night (New Directions, 1970)
- Back Roads to Far Places (WW Norton, 1971)
- Open Eye, Open Heart (New Directions, 1972)
- Who Are We Now? (New Directions, 1976)
- Northwest Ecolog (City Lights, 1978)
- Landscapes of Living and Dying (WW Norton, 1980)
- Literary San Francisco: A Pictorial History from its Beginnings to the Present Day (HarperCollins, 1971)(con Nancy J. Peters)
- A Trip to Italy and France (New Directions, 1981)
- Endless Life: Selected Poems (WW Norton, 1981)
- Seven Days in Nicaragua Libre (City Lights, 1984)
- Over All the Obscene Boundaries: European Poems and Transitions (New Directions, 1988)
- When I Look at Pictures (Gibbs Smith, 1990)
- These Are My Rivers: New & Selected Poems 1955-1993 (New Directions, 1993)
- Poesie. Questi sono i miei fiumi. Antologia personale 1955/1993 (Newton Compton, 1996)
- A Far Rockaway of the Heart (New Directions, 1998)
- Un luna park del cuore (Mondadori, 2000)
- Blind Poet (Giunti Citylights, 2003)
- Americus: Book One (New Directions, 2004)
- Il lume non spento (Interlinea, 2006)
- Poesia come arte che insorge (Giunti, 2009)
- Pietà per la nazione (alla maniera di Khalil Gibran) [Pity the Nation (After Khalil Gibran)], in K. Gibran, Il profeta e il bambino, inediti e testimonianze raccolti e tradotti da F. Medici, Editrice La Scuola, Brescia 2013, pp. 192–193.
- Americus, a cura di Massimo Bacigalupo (Interlinea, 2009)
- Little Boy (Edizioni Clichy, 2019)